# Guérar

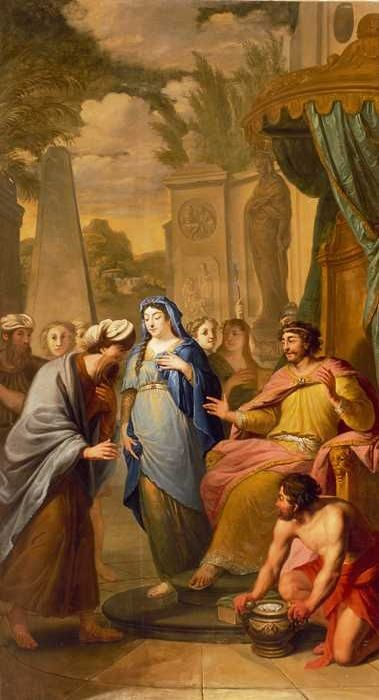
Abimelech, roi de Guérar, rend Sara à Abraham, tableau d'Elias van Nijmegen (1667-1755), Musée de Rotterdam.

Guérar (hébreu : גרר, « lieu de logement ») était une cité philistine, ainsi qu'un district, dans ce qui est actuellement le Sud-Ouest d'Israël ; elle correspond à la région du Goush Katif (entre Rafah et Gaza). Les fouilles archéologiques qui s'y sont tenues semblent indiquer qu'elle ne fut pas fondée avant 1200 AEC et n'était guère plus qu'un village avant 800-700 AEC.
La ville est le cadre de deux récits bibliques (Genèse) où la femme d'un patriarche est présentée comme sa sœur. En effet, Abraham, puis son fils Isaac, effectuent un séjour à Guérar et leur stratagème provoque quelques complications avec le roi de la cité, Abimelech (Genèse 20-21 et 26 — il s'agit peut-être d'un titre héréditaire).
Sous le règne du roi Asa, les Éthiopiens qui avaient attaqué le royaume de Juda furent battus et poursuivis jusqu'à Guérar, « et les Éthiopiens tombèrent sans pouvoir sauver leur vie, car ils furent détruits par l'Éternel et par son armée. Asa et son peuple firent un très grand butin ; ils frappèrent toutes les villes des environs de Guérar, car la terreur de l'Éternel s'était emparée d'elles, et ils pillèrent toutes les villes, dont les dépouilles furent considérables » (Deuxième Livre des Chroniques, 14).